# Анри Бергсон
Анри Бергсон (на френски: Henri Bergson) е френски мислител, една от най-изтъкнатите фигури в европейската философия, особено влиятелен през първата половина на XX век, Нобелов лауреат за литература за 1927 година, член на Френския институт и Френската академия на науките. Основните му произведения са: „Опит върху непосредствените данни на съзнанието“ (1889), „Материя и памет“ (1896) и „Творческата еволюция“ (1907).
Бергсон успява да убеди много философи и мислители, че непосредственият опит и интуиция са по-значими от рационализма и науката за разбиране на реалността.

## Биография
Роден е на 18 октомври 1859 година в Париж, Франция, в семейството на Михаел Бергон, музикант от полско-еврейски произход, и неговата съпруга с англо-ирландски корени. Живее на ул. Ламартин (Rue Lamartine), недалеч от френската опера Пале Гарние (Palais Garnier).
Получава много добро образование в елитни училища. От 1877 до 1881 г. учи в Екол Нормал Сюпериор, където показва високи възможности по философия и математика. След завършване на образованието си през 1881 г. преподава философия в продължение на 16 години в различни училища – в Анже, после в Клермон-Феран, а по-късно е лектор в Екол Нормал в Париж. Докторска титла получава от Парижкия университет, защитавайки дисертация на тема „Опит върху непосредствените данни на съзнанието“, а съпровождаща я теза (каквата френската система изисква) е на латински – „Разбирането за място на Аристотел“.
През 1899 г. чете лекции в „Колеж дьо Франс“, от 1914 г. е член на Френската академия.
След началото на Първата световна война френското правителство го изпраща в САЩ като дипломат. По това време Бергсон работи с правителството на президента на САЩ – Удроу Уилсън, за да формира „Лигата на нациите“ организация, чиято цел е установяване на световен мир. Бергсон става по-известен заради политическата си кариера, отколкото заради философията.
През 1919 г. Бергсон публикува „Духовната Енергия“, колекция от есета за различни метафизични и психологически проблеми. През същата година той спира да преподава. През 1922 г. е избран за президент на International Commission for Intellectual Cooperation – предшественик на ЮНЕСКО. Същата година в Париж дебатира с Айнщайн и издава монографията „Траене и едновременност“.
През втората половина на 20-те години Бергсон страда от тежък артрит, което го принуждава да се оттегли от публичния живот. През 1927 г. получава Нобелова награда за литература „за своите жизнеутвърждаващи идеи и за изключителното майсторство, с което те са представени“.
В последните си години е силно повлиян от християнския мистицизъм, който става главна тема в неговото фундаментално произведение „Двата източника на морала и религията“ (1932), което възражда дебатите относно неговата философска и религиозна ориентация. Последната му публикация – колекция от негови есета, озаглавена „Мисълта и подвижното" (La pensée et le mouvant), е издадена през 1934 г. След смъртта му са издадени записки от различни негови лекции, обединени в четири тома с общо заглавие "Курсове". Едва в началото 21 в. са издадени два тома с неговата кореспонденция, възлизащи на около 2500 страници.
Умира на 4 януари 1941 година в Париж на 81-годишна възраст. През 1930 пише завещанието си, с което желае всичките му ръкописи да бъдат унищожени.

## Философия
Концепцията за „интуиция“, която става централна за философстването на Бергсон, е развита в явен вид в първите години на 20 век, след като той вече е публикувал няколко книги. За изкристализирането ѝ се предполага, че е изиграло роля четенето на Плотин.
Обобщавайки своите възгледи в началото на 30-те г. Бергсон гради паралел между наука и философия или метафизика, като отдава първата на интелекта и втората на интуицията. Той подлага на критика традицията на рационализма и нейната тотална ориентация към интелекта. Според него интелектът е зависим от практическите действия, подчинени на ползата. Бергсон смята, че интелектът избира от познанието само това, което е необходимо за конкретните прагматични интереси. Така той пренебрегва същественото. Интелектът служи само на нашето приспособяване към условията на живот.
Според Бергсон истинската философия е невъзможна като теоретичен синтез на частното научно познание или на предишните философски системи. Тя не е и анализ на обектите. Задачата на философията се състои в това да преодолее естествената склонност на интелекта към „екстериоризиране“ и да обърне съзнанието към самото него. Това се постига с метода на ирационалната „интуиция“. Тя е основа на философията, която само по този начин може да разкрие същността на човешкия дух. Така разбрана, философията според Бергсон е нещо много близко до изкуството, защото и двете се основават на интуицията.
В своята социална философия Бергсон различава два основни типа отношения между индивида и обществото, които се определят от морала, религията и душевността. Първият тип е „затвореното общество“, в което господства „затворената“ религия. Тя е ориентирана към неизменните ценности на традицията. Това общество осигурява своята стабилност чрез потисничество, което „свежда всички индивидуални воли до една цел“.
На този тип общество Бергсон противопоставя „откритото общество“, което се характеризира с „открита религия и морал“. Те дават възможност за свободно и творческо отношение към сферата на духовното, освобождават човека от националните предразсъдъци и възпитават у него духа на космополитизма. Вторият тип общество се стреми да преодолее националните граници и да обедини хората на основата на толерантността и свободата.
Философията на Бергсон оказва влияние върху американския прагматизъм, екзистенциализма и модернизма в литературата и изкуството. В България нейното популяризиране дължи немалко на Иван Саръилиев, който слуша бергсоновите лекции докато е студент в Париж, а в последствие е ректор и дългогодишен преподавател в Софийския Университет.